# 北京莆阳会馆
北京莆阳会馆，位于北京市西城区贾家胡同31号，是福建莆田人士在北京的会馆。现为西城区普查登记文物。

## 简介
莆阳会馆位于贾家胡同31号（旧门牌号为贾家胡同19号）。莆阳会馆最早在高家寨，距离贾家胡同不远，据说创建于明朝，清朝光绪初年坍坏。光绪二十六年（1890年），江春霖等人倡议出售老馆，兴建新馆，并募款创建这座位于贾家胡同的新馆。
新馆内有“景贤堂”匾额，匾额上有涂庆澜的落款。馆内的神龛内供奉文昌帝君像，并且记有郑渔仲、林艾轩、陈正献、刘后村四位先生的神牌。
中华民国时期，该馆馆长为黄子敬（任职于北平治安总署），会计为梁季平（家住大栅栏25号）。当时该馆很小，房屋很少，连长班在内仅住有4人（均为同乡），居民4户共20人。
过去文物部门曾认为此馆是林则徐嘉庆十八年（1813年）来北京后的住所，但实际上当时此会馆尚未兴建。林则徐所住的莆阳会馆可能是位于如今福州馆前街1号的莆阳老馆。
2008年起，在宣武区大吉片拆迁中，贾家胡同31号的莆阳会馆确定原址保留。2011年，莆阳会馆倒座房被拆毁。